# Палата представителей Национального собрания Беларуси VI созыва
Палата представителей Национального собрания 6-го созыва — одна из палат Национального собрания — парламента Республики Беларусь, состав которой был избран на выборах, которые состоялись 11 сентября 2016 года.
Срок полномочий:
- Дата начала — 11 сентября 2016 года.
- Первое пленарное заседание — 11 октября 2016 года[1].
- Дата окончания — 6 декабря 2019 года.

Первое заседание Палаты представителей, согласно с постановлением Центральной комиссии по проведению выборов и референдумов, состоялось 11 октября 2016 года в 11 часов утра. Согласно с регламентом Палаты, первое заседание провела председатель ЦИК РБ Лидия Ермошина. На заседании 11 октября, открытым голосованием большинством голосов от полного состава Палаты представителей также избраны Счётная комиссия, которую возглавил В.А. Базанов, а также секретариат сессии, руководителем которого стала О.В. Нехайчик. Председателем Палаты представителей в третий раз был переизбран В.П. Андрейченко.

## Выборы

Результаты выборов, прошедших 11 сентября 2016 года по избирательным округам

11 сентября 2016 года в Белоруссии состоялись парламентские выборы. По данным на 12 сентября 2016 года в Палату представителей проходят 94 беспартийных кандидата (при этом 27 из них уже являлись депутатами прошлых созывов), 8 членов Коммунистической партии, 1 представитель Либерально-демократической партии, по три депутата от РПТС и БПП, а также впервые с 1996 года избраны по одному делегату от оппозиционных партий: Товарищества белорусского языка и Объединённой гражданской партии. Согласно данным Центральной комиссии по проведению выборов и референдумов в голосовании приняли участие 5 211 871 избиратель, или 74,7 % от общего числа включенных в списки избирателей. Выборы состоялись во всех округах, то есть были избраны все 110 депутатов Палаты представителей.
Большая часть избранных депутатов набрала свыше 50 % голосов, кроме Анисим Елены — 49 %, Игоря Марзалюка — 49 %, Валерия Воронецкого — 40 %, Анны Канопацкой — 23 %, Игоря Комаровского — 49 %, Оксаны Гайдук — 47 %, Виталия Мисевца — 45 %, Ирины Дорофеевой — 38 %, Мисько Максима — 44 % и Мычко Ольги — 47 %.

## Состав

### Руководство
- Председатель Палаты представителей — Андрейченко Владимир Павлович[7]
- Заместитель Председателя Палаты представителей — Пирштук Болеслав Казимирович[7]

### Постоянные комиссии
- Постоянная комиссия по законодательству — председатель Гуйвик Наталья Васильевна[8];
- Постоянная комиссия по государственному строительству, местному самоуправлению и регламенту — председатель Цуприк Леонид Александрович[8];
- Постоянная Комиссия по национальной безопасности — председатель Михневич Валентин Владимирович[8];
- Постоянная комиссия по экономической политике — председатель Щепов Владислав Александрович[8];
- Постоянная комиссия по бюджету и финансам — председатель Добрынина Людмила Анатольевна[8];
- Постоянная комиссия по аграрной политике — председатель Адаменко Евгений Буниславович[8];
- Постоянная комиссия по вопросам экологии, природопользования и чернобыльской катастрофы — председатель Конончук Татьяна Петровна[8];
- Постоянная комиссия по правам человека, национальным отношениям и средствам массовой информации — председатель Наумович Андрей Николаевич[8];
- Постоянная комиссия по образованию, культуре и науке — председатель Марзалюк Игорь Александрович[8];
- Постоянная комиссия по труду и социальным вопросам — председатель Красовская Тамара Петровна[8];
- Постоянная комиссия по здравоохранению, физической культуре, семейной и молодёжной политике — председатель Макарина-Кибак Людмила Эдуардовна[8];
- Постоянная комиссия по промышленности, топливно-энергетическому комплексу, транспорту и связи — председатель Рыбак Андрей Анатольевич[8];
- Постоянная комиссия по жилищной политике и строительству — председатель Дорогокупец Юрий Иванович[8];
- Постоянная комиссия по международным делам — председатель Воронецкий Валерий Иосифович[8].

### Список депутатов
Ниже приведен список имён депутатов
Партийность депутатов Палаты представителей:  Беспартийный(-ая)
 Белорусская патриотическая партия
 Коммунистическая партия Беларуси
 Либерально-демократическая партия
 Объединённая гражданская партия
 Республиканская партия труда и справедливости
| Брестская область   |                           |                                     |              |
| №                   | Название округа           | Избранный депутат                   | Партийность  |
| 1                   | Брестский-Западный        | Брич, Леонид Григорьевич            | БПП          |
| 2                   | Брестский-Центральный     | Милошевский, Валентин Станиславович | беспартийный |
| 3                   | Брестский-Восточный       | Дашко, Анатолий Михайлович          | беспартийный |
| 4                   | Брестский-Пограничный     | Базанов, Владимир Александрович     | беспартийный |
| 5                   | Барановичский-Западный    | Политико, Ольга Сергеевна           | беспартийная |
| 6                   | Барановичский-Восточный   | Якубович, Татьяна Романовна         | беспартийный |
| 7                   | Барановичский сельский    | Цуприк, Леонид Александрович        | беспартийный |
| 8                   | Беловежский               | Стативко, Жанна Владимировна        | РПТС         |
| 9                   | Пружанский                | Качина, Леонид Иванович             | беспартийный |
| 10                  | Днепро-Бугский            | Дорогокупец, Юрий Иванович          | беспартийный |
| 11                  | Ивацевичский              | Ткачук, Анатолий Владимирович       | беспартийный |
| 12                  | Кобринский                | Демидович, Василий Николаевич       | беспартийный |
| 13                  | Лунинецкий                | Невар, Игорь Леонидович             | беспартийный |
| 14                  | Пинский городской         | Колб, Игорь Михайлович              | беспартийный |
| 15                  | Пинский сельский          | Ребковец, Иван Григорьевич          | беспартийный |
| 16                  | Столинский                | Боболович, Александр Сергеевич      | беспартийный |
| Витебская область   |                           |                                     |              |
| №                   | Название округа           | Избранный депутат                   | Партийность  |
| 17                  | Витебский-Горьковский     | Старинская, Татьяна Александровна   | беспартийная |
| 18                  | Витебский-Чкаловский      | Занько, Сергей Николаевич           | беспартийный |
| 19                  | Витебский-Железнодорожный | Чекан, Василий Иванович             | беспартийный |
| 20                  | Витебский-Октябрьский     | Цецохо, Александр Владимирович      | беспартийный |
| 21                  | Городокский               | Мирош, Виктор Викентьевич           | беспартийный |
| 22                  | Докшицкий                 | Андрейченко, Владимир Павлович      | беспартийный |
| 23                  | Лепельский                | Мартынов, Игорь Феликсович          | беспартийный |
| 24                  | Новополоцкий              | Девятовский, Вадим Анатольевич      | беспартийный |
| 25                  | Оршанский городской       | Добрынина, Людмила Анатольевна      | беспартийная |
| 26                  | Оршанский-Днепровский     | Чудович, Виталий Игоревич           | беспартийный |
| 27                  | Полоцкий городской        | Гуйвик, Наталья Васильевна          | беспартийная |
| 28                  | Полоцкий сельский         | Юницын, Андрей Юрьевич              | беспартийный |
| 29                  | Поставский                | Земчёнок, Сергей Ричардович         | беспартийный |
| 30                  | Сенненский                | Лукашов, Анатолий Иванович          | беспартийный |
| Гомельская область  |                           |                                     |              |
| №                   | Название округа           | Избранный депутат                   | Партийность  |
| 31                  | Гомельский-Юбилейный      | Корж, Иван Алексеевич               | беспартийный |
| 32                  | Гомельский-Сельмашевский  | Шилов, Виталий Петрович             | беспартийный |
| 33                  | Гомельский-Центральный    | Левшунов, Олег Федорович            | беспартийный |
| 34                  | Гомельский-Советский      | Жданович, Павел Леонидович          | беспартийный |
| 35                  | Гомельский-Промышленный   | Гурский, Дмитрий Михайлович         | беспартийный |
| 36                  | Гомельский-Новобелицкий   | Остапюк, Елена Ивановна             | беспартийная |
| 37                  | Гомельский сельский       | Наумчик, Алла Александровна         | беспартийная |
| 38                  | Буда-Кошелевский          | Васильков, Николай Андреевич        | беспартийный |
| 39                  | Житковичский              | Кралевич, Ирина Николаевна          | КПБ          |
| 40                  | Жлобинский                | Дьяченко, Вячеслав Иванович         | беспартийный |
| 41                  | Калинковичский            | Адаменко, Евгений Буниславович      | беспартийный |
| 42                  | Мозырский                 | Рассоха, Николай Федорович          | беспартийный |
| 43                  | Полесский                 | Писаник, Леонид Федорович           | КПБ          |
| 44                  | Речицкий                  | Пирштук, Болеслав Казимирович       | беспартийный |
| 45                  | Рогачевский               | Щепов, Владислав Александрович      | беспартийный |
| 46                  | Светлогорский             | Филиппович, Галина Васильевна       | беспартийный |
| 47                  | Хойникский                | Чекан, Светлана Владиславовна       | беспартийная |
| Гродненская область |                           |                                     |              |
| №                   | Название округа           | Избранный депутат                   | Партийность  |
| 48                  | Волковысский              | Сегодник, Александр Иванович        | беспартийный |
| 49                  | Гродненский-Занеманский   | Пацевич, Сергей Леонтьевич          | беспартийный |
| 50                  | Гродненский-Октябрьский   | Русак, Виктор Ромуальдович          | беспартийный |
| 51                  | Гродненский-Центральный   | Кирьяк, Лилия Вацлавовна            | беспартийная |
| 52                  | Гродненский-Ленинский     | Долгошей, Тамара Сергеевна          | беспартийная |
| 53                  | Гродненский сельский      | Литвин, Сергей Иванович             | беспартийный |
| 54                  | Ивьевский                 | Маркевич, Александр Иванович        | беспартийный |
| 55                  | Лидский                   | Наумович, Андрей Николаевич         | беспартийный |
| 56                  | Дятловский                | Михневич, Валентин Владимирович     | беспартийный |
| 57                  | Новогрудский              | Попко, Ольга Николаевна             | беспартийная |
| 58                  | Слонимский                | Сопикова, Алла Николаевна           | беспартийный |
| 59                  | Сморгонский               | Ковалько, Адам Дмитриевич           | беспартийный |
| 60                  | Щучинский                 | Савко, Валерий Иосифович            | КПБ          |
| Минская область     |                           |                                     |              |
| №                   | Название округа           | Избранный депутат                   | Партийность  |
| 61                  | Березинский               | Атрощенко, Пётр Алексеевич          | беспартийный |
| 62                  | Борисовский городской     | Баранник, Василий Михайлович        | беспартийный |
| 63                  | Борисовский сельский      | Красовская, Тамара Петровна         | беспартийная |
| 64                  | Жодинский                 | Заблоцкий, Дмитрий Васильевич       | беспартийный |
| 65                  | Пуховичский               | Гайдукевич, Валерий Владимирович    | беспартийный |
| 66                  | Копыльский                | Нижевич, Людмила Ивановна           | беспартийная |
| 67                  | Слуцкий                   | Ражанец, Валентина Витальевна       | беспартийная |
| 68                  | Солигорский городской     | Рыбак, Андрей Анатольевич           | беспартийный |
| 69                  | Солигорский сельский      | Мурина, Юлия Григоревна             | беспартийная |
| 70                  | Столбцовский              | Анисим, Елена Николаевна            | беспартийная |
| 71                  | Дзержинский               | Лобач, Юрий Александрович           | беспартийный |
| 72                  | Молодечненский городской  | Кананович, Людмила Николаевна       | беспартийная |
| 73                  | Молодечненский сельский   | Маркевич, Иван Станиславович        | беспартийный |
| 74                  | Вилейский                 | Жибуль, Наталия Петровна            | беспартийная |
| 75                  | Логойский                 | Вабищевич, Петр Андреевич           | КПБ          |
| 76                  | Сеницкий                  | Улахович, Николай Дмитриевич        | БПП          |
| 77                  | Заславский                | Курсевич, Валентина Вацлавовна      | беспартийная |
| Могилёвская область |                           |                                     |              |
| №                   | Название округа           | Избранный депутат                   | Партийность  |
| 78                  | Бобруйский-Ленинский      | Рынейская, Ирина Николаевна         | беспартийная |
| 79                  | Бобруйский-Первомайский   | Власевич, Виталий Эдуардович        | беспартийный |
| 80                  | Бобруйский сельский       | Конончук, Игорь Павлович            | беспартийный |
| 81                  | Быховский                 | Конончук, Татьяна Петровна          | беспартийная |
| 82                  | Горецкий                  | Колеснева, Елена Петровна           | беспартийная |
| 83                  | Кричевский                | Марочкова, Татьяна Борисовна        | КПБ          |
| 84                  | Могилёвский-Ленинский     | Марзалюк, Игорь Александрович       | беспартийный |
| 85                  | Могилёвский-Центральный   | Старовойтов, Александр Геннадьевич  | беспартийный |
| 86                  | Могилёвский-Октябрьский   | Петрашова, Ольга Владимировна       | беспартийная |
| 87                  | Могилёвский-Промышленный  | Соловьёв, Петр Александрович        | беспартийный |
| 88                  | Могилёвский сельский      | Хищенко, Анатолий Петрович          | ЛДП          |
| 89                  | Осиповичский              | Богданович, Александр Викторович    | беспартийный |
| 90                  | Шкловский                 | Гоборов, Дмитрий Дмитриевич         | беспартийный |
| город Минск         |                           |                                     |              |
| №                   | Название округа           | Избранный депутат                   | Партийность  |
| 91                  | Шабановский               | Нехайчик, Оксана Владимировна       | беспартийная |
| 92                  | Автозаводской             | Курсевич, Валерий Викторович        | беспартийный |
| 93                  | Васнецовский              | Бороденя, Валерий Анатольевич       | беспартийный |
| 94                  | Свислочский               | Воронецкий, Валерий Иосифович       | беспартийный |
| 95                  | Купаловский               | Сайганова, Татьяна Ивановна         | БПП          |
| 96                  | Чкаловский                | Климович, Наталья Анатольевна       | КПБ          |
| 97                  | Октябрьский               | Канопацкая, Анна Анатольевна        | ОГП          |
| 98                  | Юго-Западный              | Комаровский, Игорь Сергеевич        | РПТС         |
| 99                  | Грушевский                | Макарина-Кибак, Людмила Эдуардовна  | беспартийная |
| 100                 | Есенинский                | Гайдук, Оксана Вячеславовна         | РПТС         |
| 101                 | Сухаревский               | Старовойтова, Анна Валентиновна     | беспартийная |
| 102                 | Каменногорский            | Кубракова, Людмила Петровна         | КПБ          |
| 103                 | Домбровский               | Мисевец, Виталий Григорьевич        | КПБ          |
| 104                 | Кальварийский             | Милованов, Михаил Вячеславович      | беспартийный |
| 105                 | Старовиленский            | Дорофеева, Ирина Аркадьевна         | беспартийная |
| 106                 | Коласовский               | Шевцов, Дмитрий Евгеньевич          | беспартийный |
| 107                 | Восточный                 | Сокол, Алексей Николаевич           | КПБ          |
| 108                 | Калиновский               | Мисько, Максим Владимирович         | беспартийная |
| 109                 | Уручский                  | Бобриков, Сергей Валентинович       | беспартийный |
| 110                 | Партизанский              | Мычко, Ольга Викторовна             | беспартийная |